# 李鵬飛 (光緒進士)
李鵬飛（？—？），浙江省杭州府仁和縣（今屬杭州市）人，清朝政治人物，同進士出身。
光緒五年（1879年）己卯科浙江鄉試第一名舉人（解元）。光緒十五年（1889年）己丑科三甲11名進士。同年五月，改翰林院庶吉士。光緒二十年四月，散館，著以知县即用。

### 書目
- （清）法式善等，《清秘述聞三種》，中華書局，清代史料筆記叢刊，ISBN：ISBN 7101017428。
- 《大清德宗同天崇运大中至正经文纬武仁孝睿智端俭宽勤景皇帝实录》